# Cesare Nembrini Pironi Gonzaga
Cesare Nembrini Pironi Gonzaga (ur. 21 listopada 1768 w Ankonie, zm. 5 grudnia 1837 w Numanie) – włoski kardynał

## Życiorys
Urodził się 21 listopada 1768 roku w Ankonie, jako syn Alessandra i Marii Nembrinich. Studiował na prawo kanoniczne i prawo cywilne na Uniwersytecie Bolońskim (gdzie uzyskał doktorat utroque iure), a następnie dyplomację na Papieskiej Akademii Kościelnej. Po studiach wstąpił na służbę do Kurii Rzymskiej i został referendarzem Najwyższego Trybunału Sygnatury Apostolskiej oraz relatorem Świętej Konsulty. 5 czerwca 1803 roku otrzymał święcenia kapłańskie. W latach 1802–1807 był gubernatorem Ascoli Piceno, a w okresie 1807–1808 – gubernatorem Kampanii. W czasie francuskiej okupacji Rzymu, przebywał w rodzinnej Ankonie. W 1814 roku został papieskim delegatem w Perugii, a dwa lata później prolegatem w Romanii. Następnie mianowano go klerykiem Kamery Apostolskiej i wikariuszem bazyliki watykańskiej. 24 maja 1824 roku został mianowany biskupem Ankony, a dwa tygodnie później przyjął sakrę. 27 czerwca 1829 roku został kreowany kardynałem prezbiterem i otrzymał kościół tytularny S. Anastasiae. Był ostatnim żyjącym kardynałem z nominacji Piusa VIII. Zmarł 5 grudnia 1837 roku w Numanie.